# Adevinta
Adevinta est une entreprise norvégienne spécialisée dans les petites annonces. Elle est issue de la scission de Schibsted en 2019.

## Histoire
En 2019, via la scission du groupe Schibsted, Leboncoin passe sous la coupe d'une nouvelle entité nommée Adevinta. Adevinta entre en bourse le 10 avril 2019.
Le 21 juillet 2020, Adevinta, la maison mère de Leboncoin, annonce le rachat d'eBay Classifieds Group, la branche petites annonces d'eBay pour huit milliards d'euros. La transaction comprend une cession à eBay de 44 % du capital en actions de l'entreprise norvégienne, spécialisée dans les annonces en ligne. En 2019, les deux groupes mondiaux représentaient un chiffre d'affaires total de 1,57 milliard d'euros.
En juillet 2021, eBay annonce la vente d'une participation de 10,2 % dans Adevinta pour 2,25 milliards de dollars, ne gardant qu'une participation de 34 %, à la suite d'une demande des autorités de la concurrence autrichienne.